# Тызгун
Тызгун — озеро в Фёдоровском районе Костанайской области Казахстана. Находится в 3 км к северо-востоку от посёлка Костычевский.
По данным топографической съёмки 1943 года, площадь поверхности озера составляет 10,6 км². Наибольшая длина озера — 3,6 км, наибольшая ширина — 3,6 км. Длина береговой линии составляет 12,2 км, развитие береговой линии — 1,05. Озеро расположено на высоте 194 м над уровнем моря.